# Gand-Wevelgem 1935
La Gand-Wevelgem 1935, seconda edizione della corsa, si svolse il 30 giugno per un percorso di 120 km, con partenza a Gand ed arrivo a Wevelgem. Fu vinta dal belga Albert Depreitre davanti ai connazionali Jérôme Dufromont e Karel Catrysse.

## Ordine d'arrivo (Top 10)
| Pos. | Corridore         | Tempo    |
| ---- | ----------------- | -------- |
| 1    | Albert Depreitre  | 3h28'00" |
| 2    | Jérôme Dufromont  | a 45"    |
| 3    | Karel Catrysse    | a 1'00"  |
| 4    | Urbain Desmet     | a 1'25"  |
| 5    | Gérard Vlaemynck  | a 2'05"  |
| 6    | Remi Verstichelen | a 3'00"  |
| 7    | Lucien Storme     | a 4'15"  |
| 8    | Albert Roose      | s.t.     |
| 9    | Joseph Devos      | a 6'15"  |
| 10   | Albert Rommelaere | s.t.     |